# Limnichus lederi
Limnichus lederi är en skalbaggsart som beskrevs av Julius Weise 1877. Limnichus lederi ingår i släktet Limnichus och familjen lerstrandbaggar. Inga underarter finns listade i Catalogue of Life.